# パラナ・サッカー・テクニカル・センター
パラナ・サッカー・テクニカル・センター (英語: Paraná Soccer Technical Center, ポルトガル語: Centro de Treinamento de Futebol do Paraná) 、通称PSTCは、ブラジル・パラナ州ロンドリーナにホームを置くサッカークラブである。
クラブは日系ブラジル人の医師、弁護士を含むグループによって1994年8月15日に創設された。クラブ活動の中心はユースチームの運営であり、ブラジル各地から集めた若い選手を育成して有名クラブに転売するというビジネスを行なっている。最初に目立つ活躍を見せた出身者はパラナ・クルーベやガンバ大阪でプレーしたビタウだった。これまでにフェルナンジーニョ、ジャジソンといった選手が輩出しており、最大の成功者は2002 FIFAワールドカップに優勝したクレベルソンである。また日本人のサッカー留学者も受け入れている。
その創設以来、クラブにはユースカテゴリーしか存在しなかったが、2010年にプロチームを新設し、カンピオナート・パラナエンセ3部に参加するようになった。2010年は第1ステージで敗退した。2011年は第2ステージに進み、総合順位5位で大会を終えた。

## スタジアム
PSTCのホームゲームはエスタジオ・ムニシパル・ウビラジャラ・メデイロスで行う。スタジアムの最大収容人数は3,500人。

## 歴代所属選手

### ユースチーム
- ビタウ
- フェルナンジーニョ
- ジャジソン
- クレベルソン
- アラン・バイーア
- ファグネル
- リカルジーニョ
- ハファエル
- ギリェルメ
- ガブリエル・ピンバ
- アライール
- 石川令
- レオ・ケンタ
- ターレス

### プロチーム
- レナト 2011, 2013
- ジャイロ・ペレイラ・レイス 2014
- 浦田樹 2016
- 三都主アレサンドロ 2016
- シンバ 2016
- ターレス 2016
- ガブリエル・ピンバ 2017